# Worthington Curtis Smith

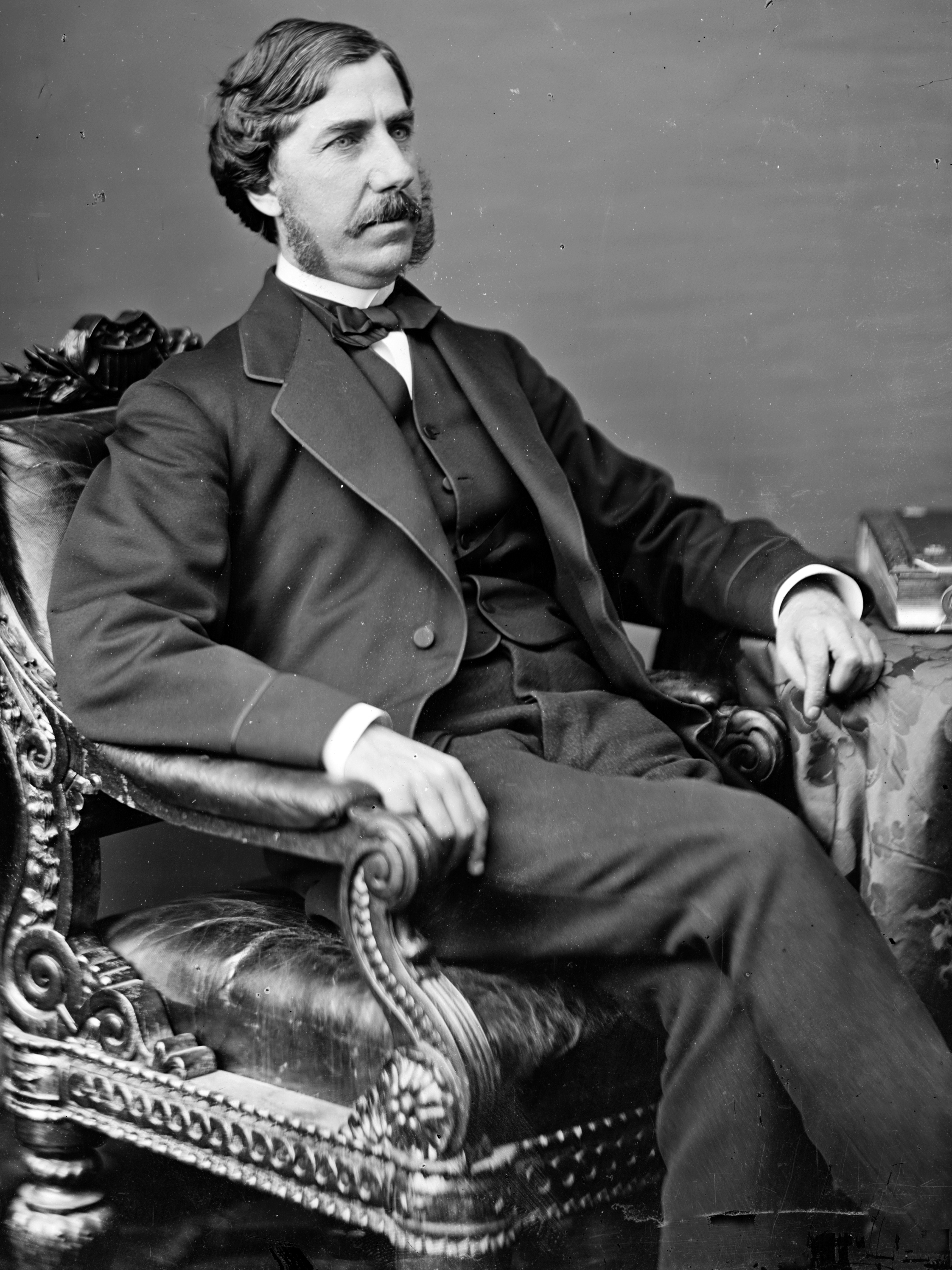
Worthington Curtis Smith

Worthington Curtis Smith (* 23. April 1823 in St. Albans, Vermont; † 2. Januar 1894 ebenda) war ein US-amerikanischer Politiker. Zwischen 1867 und 1873 vertrat er den dritten Wahlbezirk des Bundesstaates Vermont im US-Repräsentantenhaus.

## Werdegang
Worthington Smith war der Sohn von John Smith (1789–1858), der zwischen 1839 und 1841 für den vierten Wahlbezirk von Vermont im US-Repräsentantenhaus saß. Der jüngere Smith genoss eine gute Schulausbildung und besuchte bis 1843 die University of Vermont in Burlington. Smith studierte zwar Jura, wurde aber nicht als Jurist tätig. Stattdessen befasste er sich mit dem Eisenhandel.
Während des Bürgerkrieges war er an der Aufstellung des ersten Freiwilligenregiments aus Vermont beteiligt. Im Gegensatz zu seinem Vater, der der Demokratischen Partei angehört hatte, schloss sich Worthington Smith den Republikanern an. Im Jahr 1863 war er Abgeordneter im Repräsentantenhaus von Vermont; von 1864 bis 1865 gehörte er dem Staatssenat an, dessen Präsident er im Jahr 1865 war.
1866 wurde er im dritten Distrikt von Vermont in das US-Repräsentantenhaus in Washington, D.C. gewählt. Dort trat er am 4. März 1867 die Nachfolge von Portus Baxter an. Nachdem er zweimal wiedergewählt worden war, konnte er bis zum 3. März 1873 drei Legislaturperioden im Kongress absolvieren. In diese Zeit fiel das Amtsenthebungsverfahren gegen Präsident Andrew Johnson, das im Repräsentantenhaus eine Mehrheit fand und im Senat an einer Stimme scheiterte. Nach seiner Zeit im Kongress zog sich Smith aus der Politik zurück. Er wurde Präsident der St. Albans Foundry Co. Worthington Smith starb am 2. Januar 1894 in seinem Geburtsort St. Albans und wurde dort auch beigesetzt.